# Radomiak Radom (boks)

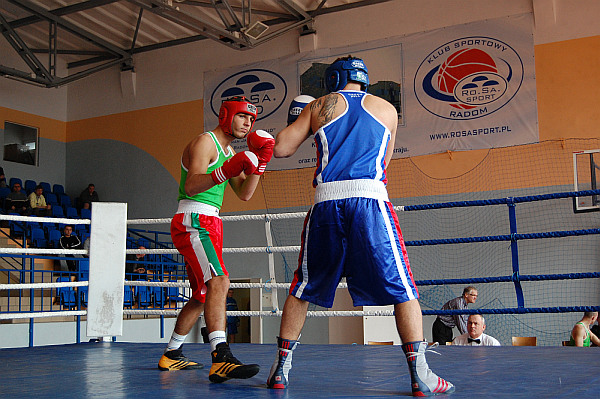
Jeden z pięściarzy Radomiaka w czasie walki (z lewej) - kwiecień 2009

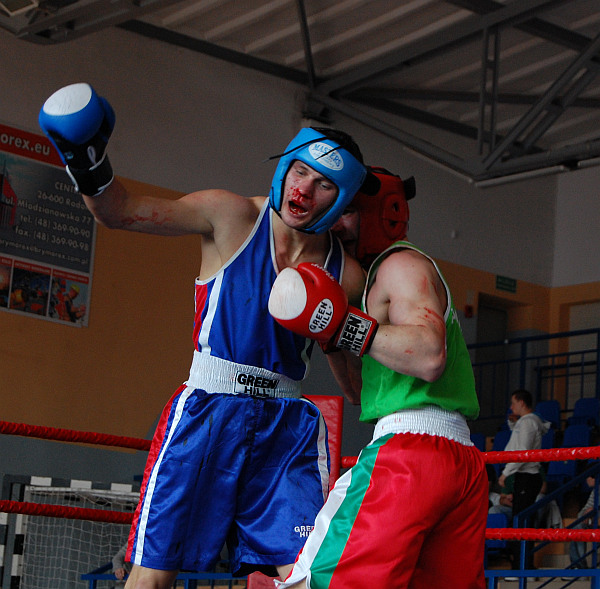
Z prawej bokser Radomiaka w czasie walki - kwiecień 2009

BKS Radomiak Radom – polski klub bokserski, działający wcześniej jako sekcja Radomiaka. Pierwotnie w klubie boks funkcjonował w latach 1945–1959. W tym czasie Antoni Czortek, walcząc w barwach RKS-u, został mistrzem Polski. W 2009 roku pięściarstwo powróciło do Radomiaka dzięki powołaniu Autonomicznej Sekcji Bokserskiej (obecnie Bokserski Klub Sportowy Radomiak).

## Historia

### Lata 1945-1959
W okresie powojennym pięściarze Radomiaka odnosili największe sukcesy. Boks w RKS-ie rozsławił Antoni Czortek, który zamieszkał w Radomiu w 1947 roku, kiedy niespodziewanie przegrał walkę o mistrzostwo kraju z mało znanym częstochowskim bokserem. Po tej porażce wstydziłem się wracać do Warszawy. I wtedy przyszła niespodziewana oferta z Radomia. Wówczas Sztobryn, kierownik sekcji boksu, zaproponował mu reprezentowanie radomskiego klubu. W 1949 roku Czortek, broniąc barw "Zielonych", wywalczył mistrzostwo kraju. Po zakończeniu kariery zawodniczej był trenerem m.in. Radomiaka. W drużynie obok niego walczyli m.in.: Jan Sieradzan, bracia Wasikowie, Jan Kotkowski i Marian Przybytniewski.

### 2009 - reaktywacja, Autonomiczna Sekcja Bokserska
2 marca 2009 powołano Autonomiczną Sekcję Bokserską Radomiak 1910 SA. Pomysłodawcami reaktywowania sekcji byli bracia Żeromińscy, Krzysztof i Sławomir, wcześniej działający w Hubalu Chlewiska, na bazie którego został odbudowany boks w Radomiaku. Dwa dni później pięciu pięściarzy z ulicy Struga 63 wystartowało w Mistrzostwach Polski rozgrywanych w Pniewach. Dwóch z nich wywalczyło brązowy medal: Tomasz Duda (w kategorii do 48 kg) i Michał Żeromiński (do 60 kg).